# توماس كاس
توماس كاس (بالإنجليزية: Thomas Cass)‏ هو سياسي نيوزيلندي، ولد في 1817 في يوركشاير في المملكة المتحدة، وتوفي في 17 أبريل 1895 في كرايستشرش في نيوزيلندا.